# 김포군 (1996년 선거구)
김포군은 대한민국의 옛 국회의원 선거구이다. 당시 경기도 김포군 지역을 관할했다.

## 역사
1995년 3월 1일을 기해 강화군이 인천광역시에 편입되었다. 이에 대한민국 제15대 국회의원 선거를 앞두고 김포군·강화군 선거구가 폐지되었으며 김포군은 단독 선거구를 구성하게 되면서 신설되었다.
1998년 4월 1일을 기해 경기도 김포군이 김포시로 승격되었다. 이에 대한민국 제16대 국회의원 선거를 앞두고 김포군 선거구가 김포시 선거구로 개편되었다.

## 역대 국회의원
| 선거   | 정당 | 정당   | 의원   |
| ------ | ---- | ------ | ------ |
| 1996년 |      | 무소속 | 박종우 |

## 역대 선거 결과

### 대한민국 제15대 국회의원 선거
|  | 37.06% |

|  | 32.40% |

|  | 15.64% |

|  | 8.93% |

|  | 5.95% |